# سفارة البحرين لدى المغرب
سفارة البحرين لدى المغرب هي البعثة الدبلوماسية لمملكة البحرين لدى المملكة المغربية، وتقع بالعاصمة الرباط.